# Képes Újság (hetilap, 1960–)
A  Képes Újság a Hazafias Népfront falusi hetilapja volt. I. évfolyama 1960. október 8-án indult képes heti magazinként.  2010-ben jelent meg utoljára (51. évfolyam 48. szám). 30 cm volt a magassága. Kezdeti szerkesztői Eck Gyula, Bolgár István. Kiadója Hírlapkiadó Vállalat volt 1991-től pedig Faktum Lap- és Kvk. Kft. Ez utóbbi kiadó több átalakuláson eset át az évek során. Később a Képes Újság Kiadói és Szolgáltató Kft. (2002-2004), Editorial Kft. (2005-2009) és utolsóként 2009. máj. 14.-től: Solaria volt a hetilap gazdája.
Index: 25439.

## Nyomdai munkák
Az I. évfolyamot az Egyetemi Nyomda, a XXV.-et az Athenaeum Nyomda készítette.

## Szerkesztőség (1984)
- Címe: Budapest VIII. Gyulai Pál u. 14.
- Főszerkesztő: Gerencséri Jenő
- Főszerkesztő-helyettes: Antal Károly

## Témakörei
- Fő témaköre: Humán területek, kultúra, irodalom
- Témaköre: Média, tömegkommunikáció
- Altémaköre: Média általában